# Limbus Verlag
Der Limbus Verlag ist ein Verlag für deutschsprachige Gegenwartsliteratur mit Sitz in Innsbruck.

## Geschichte
Der Limbus Verlag wurde 2005 von Bernd Schuchter in Innsbruck gegründet und hat, nach vier Jahren in Hohenems, seit Anfang 2011 seinen Verlagssitz wieder in Innsbruck. Schwerpunkt des Verlags ist die deutschsprachige Gegenwartsliteratur mit Akzent auf österreichischen Autoren. Inhaltlich wird engagierte Literatur verlegt, Themenschwerpunkte sind Nationalsozialismus, schwieriges Erwachsenwerden, Herkommens- und Milieugeschichten, Frauenleben und Emanzipations- bzw. Entwicklungsgeschichten. Ergänzt wird das Programm durch Essays, etwa zu den Themen Kulturpolitik oder Geistesgeschichte.
Seit 2016 betreibt der Verlag die Reihe Limbus Lyrik, Herausgeber ist Erwin Uhrmann.
2021 war Neun seltsame Frauen von Daniela Chana auf der Shortlist des Österreichischen Buchpreises nominiert. In der Jurybegründung heißt es u. a.: „Daniela Chana stellt seltsame Frauen und Fantasien, neun Musen-Assoziationen ins Zentrum ihrer weiblichen Erkundungsprosa und setzt dabei klug und literarisch gekonnt auf fantastische Begegnungen und überraschende Wendungen mitten in der modernen Realität.“

## Autoren
Autoren des Limbus Verlags sind unter anderem Gabriele Bösch, Daniela Chana, Katharina J. Ferner, Ernst Halter, Wolfgang Hermann, Stefanie Holzer, Walter Klier, Christian Mähr, Alexander Peer, Hans Platzgumer, Sophie Reyer, Ralf Schlatter, Siljarosa Schletterer, Cornelia Travnicek, Otto Tremetzberger, Christine Trüb, Erwin Uhrmann, Jana Volkmann, Gabriele Weingartner und Erika Wimmer.